# دار الشروق
دار الشروق أحد دور النشر العربية. وهي ناشر عام للكتب السياسية والسير والمذكرات وكتب التاريخ والفلسفة والعلوم الاجتماعية والدين والفكر القومي والكتب الفنية المصورة وكتب الأطفال.

## تاريخ الدار
أسس محمد المعلم (1918م - 1994م) دار الشروق عام 1968م استكمالاً لمسيرته التي بدأها في أوائل الأربعينات بكتاب علمي مبسط للعالم الفيزيائي الكبير الدكتور مصطفى مشرفة حتى تعرض للتأميم عام 1966م. وقد أسسها مع إبراهيم المعلم في القاهرة وبيروت. وتتكون إدارة دار الشروق اليوم من إبراهيم المعلم - رئيس مجلس الإدارة - والمهندس عادل المعلم - نائب رئيس مجلس الإدارة - وأحمد الزيادي - مدير عام النشر - وأميرة أبو المجد - مديرة نشر كتب الأطفال - وحلمي التوني - المستشار الفني - والمهندس أحمد علام - العضو المنتدب -. تضم دار الشروق وشركاتها اليوم حوالي 1200 مدير ومهندس ومحرر وفنان وإداري وعامل. ولدار الشروق شبكة توزيع واسعة ووكلاء في معظم أنحاء العالم، وعدة مكاتب في القاهرة وبيروت. كما أن لديها مكتبتان بالقاهرة وفي سبيلها لتأسيس سلسلة من المكتبات الحديثة والمتطورة تغطي معظم مدن مصر.

## مساهمات ثقافية
تعتبر أول دار نشر مصرية تشارك في معرض فرانكفورت للكتاب ومعرض بولونيا لكتاب الطفل وما زالت تشارك دار الشروق في هذين المعرضين حتى الآن. تنشر دار الشروق للعديد من كتاب العربية ومنهم مثل نجيب محفوظ، محمد حسنين هيكل، أحمد زويل، ثروت عكاشة، زكي نجيب محمود، توفيق الحكيم، محمد الغزالي، يوسف إدريس، يوسف القرضاوي، محمود شلتوت، صلاح عبد الصبور، أنيس منصور، فهمي هويدي، أحمد بهجت ، رجاء النقاش، محمد سلماوي، عبد الوهاب المسيري، رضوى عاشور، مريد البرغوثي، تميم البرغوثي، فاروق جويدة، جمال الغيطاني، جلال أمين،إبراهيم أصلان، عبد الوهاب مطاوع، أحمد خالد توفيق، علاء الأسواني، أحمد مراد، عبد العزيز بن عثمان التويجري، محمد سيد طنطاوي، عبد الوهاب البياتي، محمد عمارة، محمد المخزنجي، إبراهيم عبد المجيد، بطرس بطرس غالي، عصمت عبد المجيد، يونان لبيب رزق، إكرام لمعي، أحمد كمال أبو المجد، محمد سليم العوا، طارق البشري، أحمد فتحي سرور، والفنانين أمثال حلمي التوني ومحيى الدين اللباد وإيهاب شاكر ومحمد حجي. كما تنشر دار الشروق ترجمات بعض الكتب من كل اللغات العالمية.

## شركات شقيقة
- مطابع الشروق الحديثة بيروت: وهي من أهم المطابع بمصر والعالم العربي والحاصلة على شهادة الإيزو.
- مطابع الشروق بقليوب (طريق مصر أسكندرية الزراعي)
- شركة الشروق الحديثة بمدينة العبور.
- شركة وندرسور لتجارة وتصنيع الورق
- شركة برتي بدار
- الشركة المصرية للنشر العربي والدولي: وتصدر مجلة الكتب وجهات نظر وهي مجلة لعرض الكتب والثقافة والسياسة والفكر في العالم العربي.
- كليب سوليوشنز: وهي شركة تعمل في مجال تكنولوجيا المعلومات.
- الشروق للإنتاج الإعلامي: : شركة متخصصة في إنتاج وتوزيع البرامج الثقافية والوثائقية بكافة الصور الرقمية.
- جريدة الشروق

## وصلات خارجية
- الموقع الرسمي